# Дворец спорта Пекинского промышленного университета
Дворец спорта Пекинского промышленного университета (кит. упр. 北京工业大学体育馆, пиньинь Běijīng Gōngyè Dàxué Tǐyùguǎn) — спортивный комплекс, построенный к Олимпиаде 2008 года в Пекине.
Строительство было окончено в сентябре 2007 года. Расположен в университетском городке Пекинского промышленного университета. В рамках Олимпийских игр на территории сооружения были проведены соревнования по бадминтону и некоторым видам гимнастики. Общая площадь арены 24 000 квадратных метров, арена рассчитана на 7 500 зрителей. 